# Eliza Scanlen
Eliza Scanlen (Sídney, 6 de enero de 1999) es una actriz australiana.

## Biografía
Scanlen nació en Sídney, Nueva Gales del Sur, Australia, y tiene una hermana gemela  llamada Annabel. Aprendió a tocar el piano cuando tenía unos siete años, pero dejó de hacerlo a los 13, más tarde, para preparar su papel de Beth March en la adaptación cinematográfica de Mujercitas (2019), empezó a practicar de nuevo el piano.

## Carrera
Es representada por "Independent Management Company" en Australia y por "Velocity Entertainment Partners" en los Estados Unidos.
El 21 de julio de 2016, mientras estaba en el instituto, fue elegida para dar vida a Tabitha "Tabby" Ford, una estudiante que se obsesiona con Olivia Fraser e intentara destruir su vida (Raechelle Banno), en la popular serie australiana Home and Away hasta el 27 de septiembre del mismo año después de que su personaje decidiera mudarse con su hermana Juliette Ford (Rose Marel) luego de ser descubierta.
En 2017 se unió al elenco de la serie estadounidense Sharp Objects donde interpretó a Amma Crellin, una joven de 13 años que vive una doble vida: como una niña moderada e inmadura cuando está en casa con sus padres, y como una joven impetuosa cuando está con sus amigos. Amma es la media hermana de Camille Preaker (Amy Adams).
Scanlen debutó en el teatro profesional en la producción de 2019 de la Sydney Theatre Company de El señor de las moscas, dirigida por Kip Williams. Interpretó el papel de Eric durante la representación de la obra. Debutó en el largometraje como Milla Finlay en Babyteeth, de Shannon Murphy, que se estrenó en competición en el Festival de Venecia. En 2019, interpretó a Beth March en la adaptación de Greta Gerwig de la novela de Louisa May Alcott Mujercitas, coprotagonizada junto a Saoirse Ronan, Emma Watson, Florence Pugh, Laura Dern, Timothée Chalamet y Meryl Streep. La película recibió seis nominaciones al Oscar (incluida la de Mejor Película) y recaudó 218 millones de dólares en taquilla.
En 2020, Scanlen interpretó a Lenora en el thriller de Antonio Campos The Devil All the Time, basado en el libro de Donald Ray Pollock. Ese mismo año debutó como directora con el cortometraje australiano Mukbang, que recibió mucha controversia; también escribió el guion. En 2021, Scanlen coprotagonizó el thriller Old, de M. Night Shyamalan, que se estrenó el 23 de julio.
En 2023, Scanlen tuvo el papel principal de Jem Starling en el debut como directora de Laurel Parmet The Starling Girl. Recibió elogios de la crítica por su actuación, con Ben Travers de IndieWire escribiendo: Ben Travers, de IndieWire, escribió: "La interpretación de Scanlen ayuda a que la película no parezca trillada" Jason Bailey, de The Playlist, escribió: "El trabajo de Scanlen aquí es igual de bueno, igual de impregnado de la sensación de una vida real que se está viviendo justo delante de ti".

## Filmografía

### Series de televisión
| Año  | Título        | Personaje            | Notas                        |
| ---- | ------------- | -------------------- | ---------------------------- |
| 2017 | Sharp Objects | Amma Crellin         | Principal; 8 episodios       |
| 2016 | Home and Away | Tabitha "Tabby" Ford | 15 episodios                 |
| 2016 | A Class Act   | Eliza                | episodio "Let Them Eat Cake" |

### Películas
| Año  | Título                     | Personaje      | Notas                                                  |
| ---- | -------------------------- | -------------- | ------------------------------------------------------ |
| 2016 | Grace                      | Grace          | corto - junto a Tony Barry y Nicholas Bakopoulos-Cooke |
| 2016 | Lacuna                     | Zoe            | corto - junto a Isaac Stewart y Joel Winch             |
| 2019 | Mujercitas                 | Beth March     |                                                        |
| 2019 | Babyteeth                  |                | corto - junto a Toby Wallace                           |
| 2020 | El diablo a todas horas    | Lenora Laferty | película Netflix- junto a Tom Holland y Bill Skarsgård |
| 2023 | The Starling Girl          | Jem Starling   |                                                        |
| 2024 | Los horrores de Caddo Lake | Ellie          | película max - junto a Dylan O'Brien y Caroline Falk   |

| Año  | Título                 | Personaje              | Notas |
| ---- | ---------------------- | ---------------------- | ----- |
| 2019 | Babyteeth              | Milla Finlay           |       |
| 2019 | Mujercitas             | Elizabeth "Beth" March |       |
| 2020 | The Devil all the time | Lenora Laferty         |       |
| 2021 | Old                    | Kara                   |       |